# جوليو تونوني
جوليو تونوني (بالإيطالية: Giulio Tononi)‏ هو عالم الأعصاب والطبيب النفسي الذي حصل على مكانة ديفيد بي وايت (أي رتبة ديفيد بي وايت) في طب النوم، بالإضافة إلى مكانة مميزة في علم الوعي بجامعة ويسكونسن.

## السيرة الذاتية
وُلد تونوني في مدينة ترينتو في إيطاليا، وحصل على درجة الماجستير في الطب النفسي والدكتوراه في البيولوجيا العصبية في كلية سانت آنا للدراسات المتقدمة في بيزا في إيطاليا.
إنه يملك علم واسع عن النوم، ولا سيما في علم الوراثة ومسببات النوم. قام تونوني والمتعاونون معه بدور عظيم ورائد باتباع عدة مناهج متكاملة لدراسة النوم منها:
- علم الجينوم
- البروتينات
- نماذج ذبابة الفاكهة
- التسجليات المحتملة في المجال المحلي لتصرفات الحيوانات.
- تسجيلات EEG عالية الكثافة والتحفيز المغناطيسي عبر الجمجمة (TMS) في البشر
- نماذج الكمبيوتر واسعة النطاق التي تستخدم خاصية النوم واليقظة

أدى هذا البحث إلى فرضية شاملة حول وظيفة النوم (تم طرحها مع باحثة النوم كيارا سيريلي)، سميت بفرضية التوازن المتشابك. وفقًا للافتراض، يؤدي الأرق إلى زيادة صافية في قوة التشابك، والنوم ضروري لإعادة التوازن المتشابك. هذه الفرضية لها أهمية لفهم آثار الحرمان من النوم وتطوير مناهج تشخيصية وعلاجية جديدة لاضطرابات النوم والاضطرابات العصبية والنفسية.
ولقد كان تونوني رائد في مجال دراسات الوعي،  وقد شارك في تأليف كتاب حول هذا الموضوع مع الفائز بجائزة نوبل جيرالد إيدلمان.
طور تونوني أيضًا نظرية المعلومات المتكاملة (IIT): وهي نظرية علمية توضح ما هو الوعي، وكيف يمكن قياسه، وكيف يرتبط بحالات الدماغ، ولماذا يتلاشى عندما نقع في نوم بلا أحلام، ونعود للوعي عندما نحلم. يتم اختبار النظرية باستخدام تصوير الأعصاب TMS، وباستخدام نماذج الكمبيوتر. تم وصف عمله بأنه «النظرية الأساسية الوحيدة الموضحة حقا للوعي» من قبل المتعاون كريستوف كوتش.

## أعماله
(2012) كتاب تانوني الذي يدعى رحلة من الدماغ إلى الروح. رابط الكتاب: a voyage from the Brain to the soul
(2009) علم الأعصاب والوعي: علم الأعصاب الإدراكي وعلم الأمراض العصبية.
(2000) الكون والوعي: كيف تصبح المسألة والأمور من محض الخيال.